# Una vida en venta
Una vida en venta (japonés:  命売ります, Inochi Urimasu) es una novela del escritor japonés Yukio Mishima editada originalmente en 1968. Publicado a lo largo de 21 semanas, entre mayo y octubre, en la revista Weekly Playboy posteriormente la editorial Shueisha publicó la novela en su totalidad aunque no obtuvo una gran repercusión. En 2018, tras la positiva acogida con motivo de su reedición entre nuevas generaciones de lectores, la editorial Alianza la publicó en español con traducción de Jordi Fibla Feito.
En 2018 también vio la luz una adaptación homónima, en formato de serie de televisión emitida en TV Tokyo, dirigida por Yûya Kanazawa y con Aoi Nakamura encarnando al personaje Hanio Yamada.

## Sinopsis
Hanio Yamada es un joven publicitario treintañero inmerso en una profunda crisis que culmina con un fallido intento de suicidio. Sintiéndose vacío, importándole muy poco su existencia, se le ocurre la idea de publicar un anuncio en prensa ofreciéndose a vender su vida para que, quien la compre, pueda disponer de ella como mejor le parezca: "Vida en venta. Quien la compre puede utilizarla como le plazca". Sin poner un precio a su vida y sin tener en cuenta las consecuencias el problema viene cuando acuden a él una serie de pintorescos personajes que quieren comprársela: unos espías extranjeros en busca de una clave cifrada que se halla en manos de un país enemigo, una exquisita vampira que le da tanto amor como para ponerle al borde de la muerte o una heredera convencida de que va a volverse loca y le involucra en un tétrico plan. Los continuos peligros a los que debe enfrentarse Yamada le devuelven el deseo de vivir y a superar su sentimiento autodestructivo. Pero la decisión de poner su vida en venta ¿no ha sido ya un reto demasiado osado al destino?

## Análisis
Considerada una de las obras más originales y surrealistas de Yukio Mishima, escrita durante el tiempo en que estaba realizando su tetralogía El mar de la fertilidad, bajo una trama humorística y aparentemente desenfadada se muestran algunos de los temas mostrados repetidamente en otras obras del autor: la soledad, sus inseguridades, sus dudas existenciales o el deseo de vivir intensamente una vida a la que puso fin practicándose el tradicional "seppuku" en 1970.